# 庶出子女
庶出子女在狭义上指一夫一妻多妾制家庭中，妾室所生的子女，即妾生子:30、妾子:104。广义上，还包括没有妾室地位的婢妾所生的婢生子、情妇所生的奸生子:30、外室所生的外宅子等孽子。两者合称庶孽:131。

## 古代中国
中国封建社会通常将同父不同母的子女，依据其生母身份分为四类：嫡（妻）生子女、妾生子女、婢生子女、奸生子女（私生子女）。此外，还有外室所生之子。在广义上，非嫡妻所生子女都可以归为庶出子女:30。除正式妾室所生的妾生子外，其余子女或称为孽出:104。两者合称为庶孽:131。
在古代中国，宗祧、官爵、财产上庶出子女有部分继承权，但低于嫡出子女。对于宗祧和官爵，“宗”为近祖之庙，“祧”为远祖之庙。一家之中，每一世系只能有一位男性嫡子或其后代享有宗祧继承权。宗祧承继即是对祖先血统的正常继承，同时也决定着财产继承的份额。宗祧和官爵的承继以嫡长子为法定的第一顺序继承人，无嫡长子者立嫡长孙或其后代，若嫡长子无后，以长幼依次按其他嫡子与其后代宗祧庶长子及其后代、其他庶子与其后代的顺序继承。汉武帝罢黜百家，独尊儒术，提倡孝道；瞻养父母之首选为嫡长子，因此分家时嫡长子可较其余子女多分家产，多分的财产称为“长支财”。嫡长子分完长支财后，所余家产再由包括嫡长子在内的诸子均分，且并不分嫡庶。这种继承制为历代法律所规定，并成为中国传统民俗之一部分。
在女性没有继承权的背景下，古代中國各汉族王朝执行周礼所规定的嫡长子继承制下，即嫡长子拥有政治继承权。嫡次子和庶子按照身份等级不同，获得與其身分相對應等級的政治地位。例如周王嫡长子，为周王；嫡次子为诸侯，庶子或为诸侯或为公卿、大夫。嫡长子具有优先政治继承权，因此选择政治继承人的行为又被称作立嫡，庶長子次之。唐朝时立嫡的顺序是：嫡长子最先，嫡长孙次之，嫡长子同母之次弟，嫡长子不同母之嫡弟（其父续弦之嫡母），然后按庶子，嫡长孙同母弟，庶孙的顺序往下排。中国女子在古代虽不能直接于分家时分得财产，但却可以嫁妆形式间接分得部分家产。自南宋以降的历代法律中，女儿可分得相当于儿子分得的财产的二分之一。因此，古时女儿出嫁时，嫁妆的上限须按当时的家产以假设分家来计算：嫡长子分完长支财后，余财由所有子女再分，诸女均分所得是诸子均分所得之一半。嫁妆不能超过此一上限。例如一户有三子三女，均未成婚，但长女即将出嫁。如此时分家，长子先分完占当时家产一半的长支财，剩下的另一半三子各得九分之二，三女各得九分之一，也即三女各得全部家产的十八分之一，长子分得全部家产的十八分之十一，长子以外的诸子各得全部家产的九分之一。中国古代汉族王朝统治期间的女子除在家族无男系成员情况下，不论嫡出庶出，通常不具备政治上的继承权（例外情况是独生女招夫入赘），按汉族惯例，该份嫁妆仅为该女子独占，并不归于夫家所有，可传于自己所生的子女，若该女嫁后无出，理论上嫁妆会被娘家收回。中国历史上并有多次女子与兄弟共同继承父母遗产的事例。

## 古代朝鲜
在严格区分嫡庶的朝鮮王朝，士大夫、兩班貴族與良妾（良民出身的妾侍）所生的庶子女稱為「庶子」、「庶女」，與賤妾（賤民出身的妾侍）庶出的子女為「孽子」、「孽女」。